# 워드패드
워드패드(WordPad)는 마이크로소프트가 마이크로소프트 윈도우에 번들로 제공하는 간단한 워드 프로세서이다. 윈도우 95부터 대부분의 윈도우 버전에 들어갔다. 기본적인 텍스트 편집기인 윈도우 메모장보다는 어느 정도 진보된 워드 프로세서이다. 하지만 마이크로소프트의 상품인 마이크로소프트 워드보다는 기능이 뒤떨어진다. 워드패드는 윈도우 1.0의 윈도우 라이트(Windows Write)가 그 기원이다.
워드패드는 텍스트 편집, 텍스트 형식 편집, 프린터 출력 기능 등을 제공한다. 하지만 맞춤법 검사기라든지, 동의어 표시기, "표" 그리기 등의 기능이 빠져 있다. 짧은 편지나 글 따위를 작성하는 데 적합하다. 하지만 많은 분량의 보고서(보통 그래픽이 많이 들어간다.)나 책이나 수초본 등의 저술을 작성하는 데는 적합하지 않다.
2023년 9월 1일에 마이크로소프트 워드패드의 지원을 중단하며, 향후 마이크로소프트 윈도우에서는 제거될 것이라고 밝히며, 메모장과 MS 워드를 대신 사용하는 것이 좋다.

## 같이 보기
- 메모장 (소프트웨어)